# Герб Борщівського району
Герб Борщівського району — символ Борщівського району. Затверджений рішенням районної ради 27 травня 2009 року. Прийнятий за результатами проведеного конкурсу, переможцем якого став художник Олег Левицький.

## Опис
На гербі зображено кристал гіпсу, який розділяє щит на три поля. Чорний колір нижнього поля символізує печери Борщівщини, там же розміщено золотий зерновик, який символізує основну діяльність жителів району — аграрне виробництво. У лівій верхній частині розміщено символ Скали-Подільської — золоту охоронну вежу, в правій — легендарний золотий півень, що «співає на три держави», що відповідає Мельниці-Подільській. Основою герба є малий герб, який розміщений в центрі композиції. Щит прикрашений золотою короною з листоподібними зубцями і обрамлений вінком з дубових гілок і колосків, перевитих білим вишитим рушником. Дубові гілки символізують міць духу. Колосся пшениці є символом добробуту і достатку, а українські вишиті рушники нагадують про славну борщівську вишивку. Грона червоної калини — символ вічної молодості, краси і любові. У нижній частині герба квітка барвінку.